# ILoveMakonnen (ep)
ILoveMakonnen (gestileerd als ILOVEMAKONNEN) is de debuut ep van de Amerikaanse artiest iLoveMakonnen, uitgebracht op 6 juli 2014 als een gratis ep en heruitgebracht op 15 december.

## Achtergrond
ILoveMakonnen werd oorspronkelijk uitgebracht als gratis ep van de artiest op 6 juli 2014. De populariteit van de remix van het nummer "Club Goin’ Up on a Tuesday", genaamd "Tuesday (Remix)", met rapper Drake resulteerde in een heruitgave van de ep.

## Tracklist
| Nr. | Titel                      | Schrijver(s)                                | Producer(s)                 | Duur |
| --- | -------------------------- | ------------------------------------------- | --------------------------- | ---- |
| 1.  | Too Much                   | Makonnen Sheran, Leland Wayne               | Metro Boomin                | 2:58 |
| 2.  | I Don't Sell Molly No More | Sheran, Sonny Uwaezuoke                     | Sonny Digital               | 3:04 |
| 3.  | Club Goin' Up on a Tuesday | Sheran, Uwaezuoke, Wayne                    | Metro Boomin, Sonny Digital | 3:31 |
| 4.  | Tonight                    | Sheran                                      | DJ Spinz, DunDeal           | 4:32 |
| 5.  | Meant To Be                | Sheran                                      | FKi                         | 4:21 |
| 6.  | Sarah                      | Sheran, Uwaezuoke, Wayne                    | Metro Boomin, Sonny Digital | 3:03 |
| 7.  | Exclusive                  | Sheran, Wayne, Joshua Luellen, Bart Simmons | Metro Boomin, 808 Mafia     | 3:53 |

| Nr. | Titel                              | Schrijver(s)                            | Producer(s)                 | Duur |
| --- | ---------------------------------- | --------------------------------------- | --------------------------- | ---- |
| 1.  | I Don't Sell Molly No More         | Sheran, Uwaezuoke                       | Sonny Digital               | 3:04 |
| 2.  | Doubted (met Key!)                 | Sheran, Uwaezuoke                       | Sonny Digital               | 4:43 |
| 3.  | Tuesday (met Drake)                | Sheran, Uwaezuoke, Wayne, Aubrey Graham | Metro Boomin, Sonny Digital | 5:22 |
| 4.  | Rumor (Acoustic Remix)             | Sheran                                  | iLoveMakonnen, Phantom      | 3:36 |
| 5.  | Swerve                             | Sheran, Michael Williams                | Mike Will Made It           | 4:28 |
| 6.  | Maneuvering                        | Sheran, Wayne                           | Metro Boomin                | 3:13 |
| 7.  | Look At Wrist (met Father en Key!) | Sheran                                  | Father                      | 3:33 |